# بوكيمون فورإيفر
き）を越（こ）えた遭遇（であい）
بوكيمون فورإيفر هو فيلم أنمي ياباني صدر عام 2001 من إخراج كونيهيكو يوياما ويستند إلى المسلسل التلفزيوني بوكيمون . الفيلم الرابع لبوكيمون ، تم إصداره في اليابان في 7 يوليو 2001. تم إخراج الفيلم في اليابان بواسطة كونيهيكو يوياما وتأليف هيديكي سونودا. يقوم ببطولة طاقم التمثيل التلفزيوني العادي ريكا ماتسوموتو ، إيكو أوتاني ، مايومي إيزوكا ، يوجي أويدا ، ميجومي هاياشيبارا وشين إيشيرو ميكي .
تم إصدار النسخة الإنجليزية من الفيلم في 11 أكتوبر 2002، في الولايات المتحدة، من إنتاج شركة 4Kids Entertainment وتوزيع شركة Miramax Films التابعة لشركة ديزني آنذاك، والتي حلت محل شركة Warner Bros. بدءًا من هذا الفيلم. تم إخراج الدبلجة الإنجليزية بواسطة جيم مالون، وكتابة نورمان جيه جروسفيلد . يشارك في بطولة النسخة الإنجليزية من الرواية طاقم التمثيل التلفزيوني المعتاد: فيرونيكا تايلور ، وإريك ستيوارت ، وراشيل ليليس ، ومادي بلاوستين .

## ملخص
هناك دائماً من يسعى لاحتواء واصطياد بوكيمون نادر، وهناك من يحمون هؤلاء البوكيمونات الخاصة من قوى الشر. قبل أربعين عاماً، حدث ذلك بالفعل عندما وجدت سيلبي نفسها هاربة من صياد شرير، وسارع مدرب شاب يدعى سامي لإنقاذها. لقد اختفوا—مما جعلهم أسطورة غريبة يرويها أهل المدينة.
في الوقت الحاضر، يصل آش وأصدقاؤه إلى الغابة، وبينما قد تبدو قصة سامي وسيلبي كأنها مجرد حكاية في البداية، يكتشفون الحقيقة عندما يظهر كلاهما من جديد! ورغم تعافيهما من المحنة الرهيبة التي حدثت قبل أربعين عاماً، فإن الأمور لا تسير نحو الأفضل—لا يزال هناك من يسعى لاصطياد سيلبي! هذه المرة هو اللص ذو القناع الحديدي، وخطته قد تكون الأشد قسوةحتى الآن. إنه مزود بكُرات مظلمة، تجعل أي بوكيمون يُصطاد بها طيعًا وشريرًا بلا وعي. هل يمكن لآش وسامي وميستي وبروك مقاومة قوة سيلبي المسلوبة وإعادتها إلى حقيقتها؟

## روابط خارجية
- الموقع الرسمي
- بوكيمون فورإيفر  في قاعدة بيانات الأفلام على الإنترنت (بالإنجليزية)
- Pokémon 4Ever في روتن توميتوز.
- بوكيمون فورإيفر  في شبكة أخبار الأنمي